# 101st Airborne Division

Schulterabzeichen der 101. Luftlandedivision, der Schreiende Adler

Die 101st Airborne Division (Air Assault) (deutsch 101. US-Luftlandedivision) ist neben der 82nd Airborne Division eine von zwei Luftlandedivisionen der United States Army. Sie wurde am 15. August 1942 aus Teilen der 82. US-Luftlandedivision aufgestellt, untersteht dem XVIII. US-Luftlandekorps und hat ihr Hauptquartier in Fort Campbell, Kentucky. Als Wappentier führt sie einen stilisierten Weißkopfseeadler, weswegen der Verband den Spitznamen The Screaming Eagles (dt.: „die schreienden Adler“) trägt.
Die 281 Hubschrauber der 101. US-Luftlandedivision ermöglichen den operativen Einsatz mit der Beförderung von rund 4.000 Soldaten 150 km in feindliches Gebiet hinein, wodurch sie zu den schnellsten und vielseitigsten Eingreiftruppen des Heeres der Vereinigten Staaten zählt.
Während des Vietnamkrieges wurde die Division in „airmobile“ (luftbewegliche Division) umbenannt, was den hauptsächlichen Einsatz von Hubschraubern bezeichnet, und später zur „Luftkavallerie“ (air assault). Aus Tradition wird der Begriff airborne im Divisionsnamen geführt, obwohl auf Divisionsebene keine Fallschirmjägeroperationen mehr durchgeführt werden.

## Geschichte

### Vorgeschichte
1918 regte der US-General „Billy“ Mitchell den Einsatz von Fallschirmsoldaten an. Die Idee widersprach damaliger, herkömmlicher, Infanterietaktik. Lediglich Sabotageaktionen könnten, laut US Generalstab, von derartigen Einheiten ausgeführt werden. Bis 1939 lag die Idee wieder auf Eis. Major William Lee stellte, als 29th light Infantry Regiment, einen experimentellen Fallschirmzug mit 48 Soldaten auf. Es folgten Experimente mit ersten Sprungtürmen und Demonstrationen für die Militärbürokratie. Inspiriert durch die deutschen Erfolge mit Luftlandetruppen und die Demonstrationen wurden weitere Bataillone aufgestellt, die später in der 101. und der 82. Luftlandedivision aufgingen.

### Zweiter Weltkrieg

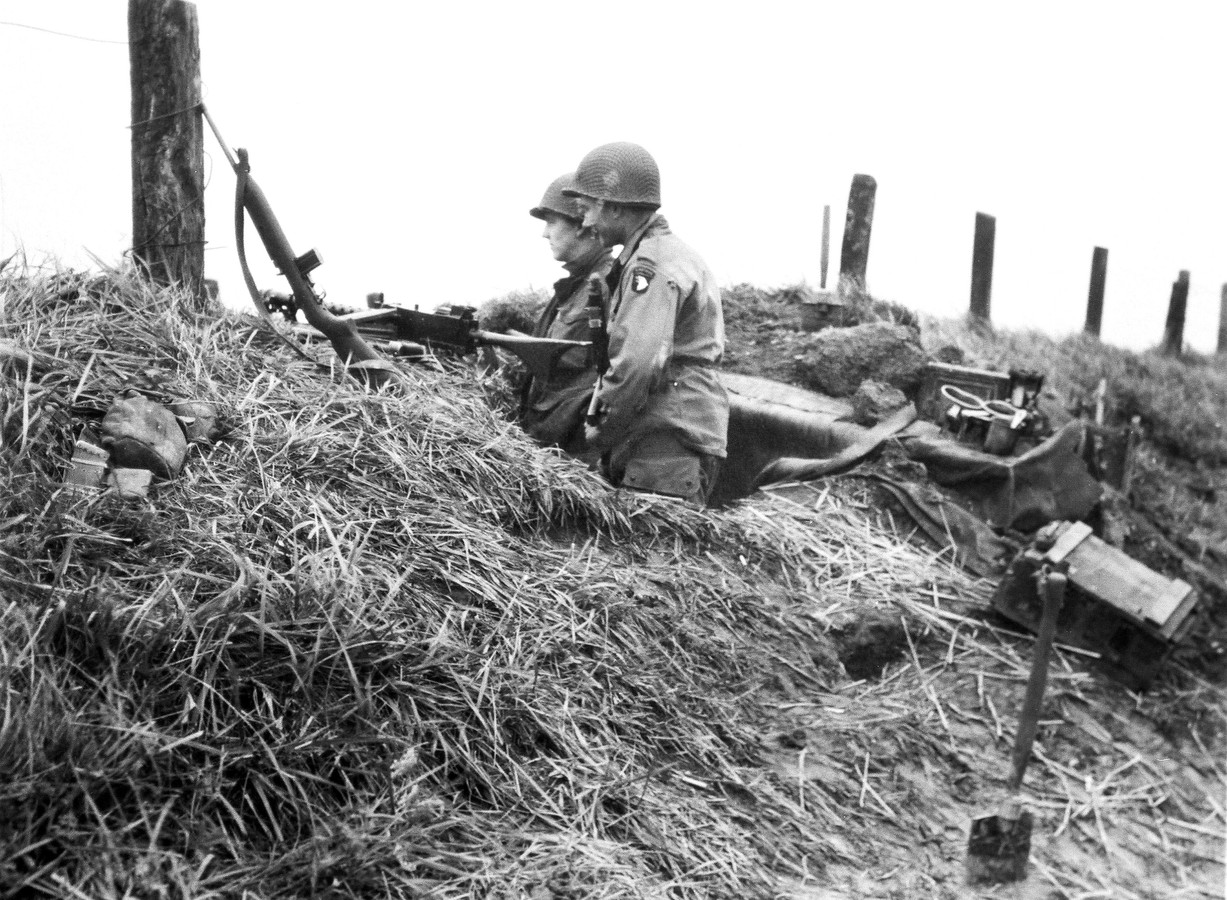
Soldaten der 101. während der Operation Market Garden in den Niederlanden

Am 5. Juni 1944 bereitete die 101. US-Luftlandedivision ihren ersten Einsatz vor: die Luftlandung in der Normandie. Diese sollte 6.700 Soldaten mittels Fallschirmlandung hinter die deutschen Linien bringen, um die Verteidigung der Strände für die geplante Seelandung ausreichend zu schwächen. Doch durch das starke Flak-Abwehrfeuer über Frankreich mussten die Piloten aus ihrer Formation ausbrechen, so dass die Soldaten der Division nach dem Absprung über die gesamte Normandie verteilt waren. Sie waren von ihren Einheiten abgeschnitten, landeten allein hinter den deutschen Linien, und viele wurden noch in der Luft von deutschem Abwehrfeuer getötet. Am Ende des ersten Tages hatte erst jeder dritte abgesprungene Soldat wieder zu seiner Einheit gefunden.
Während des zweiten Tages gelang es der 101. US-Luftlandedivision, sich neu zu gruppieren. Nachschub kam in Form von Lastenseglern, von denen viele bei der Landung zerbrachen. Der Einsatz wurde nun auf das Hinterland der Utah-Landezone konzentriert. Die Stadt Carentan, die der Schlüssel zur Kontrolle der Halbinsel war, konnte nach zwei Tagen schwerster Kämpfe erobert werden und musste weitere zwei Tage von der Division gegen einen deutschen Gegenangriff verteidigt werden. Danach traf endlich Entsatz ein. Während des Kampfes um Carentan hatte sich Lt. Col. Robert George Cole durch einen von ihm persönlich geleiteten Bajonettangriff auf eine deutsche Abwehrstellung besonders hervorgetan und wurde als erster Soldat der Division mit der Medal of Honor ausgezeichnet. Nach einem Monat war der Normandieeinsatz abgeschlossen. Jeder vierte Soldat der Division war entweder tot oder schwer verwundet. Für ihren Einsatz im Rahmen der Operation Overlord wurde die Division ausgezeichnet.
Der zweite große Einsatz der 101. US-Luftlandedivision war die Operation Market Garden in den Niederlanden im September 1944, die in Kooperation mit der 82. US-Luftlandedivision und des 1. Britischen Luftlandekorps als 1. Alliierte Luftlandearmee durchgeführt wurde. Während des Einsatzes sollten die Straßen, die westlich der deutschen Grenze den Rhein nordwärts entlangführen, gegen deutsche Truppen gesichert werden, damit alliierte Panzereinheiten nach Deutschland vorrücken konnten. Mit 600 Lastenseglern wurde die halbe Division der 101. bei Eindhoven abgesetzt und musste den Einsatz nach acht Tagen unvollendet abbrechen, da der deutsche Widerstand erheblich größer als angenommen war. Die 101. verlor 2.118 Mann.

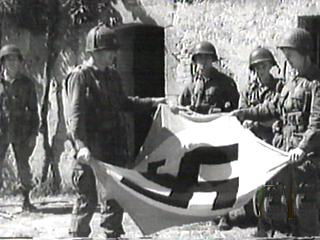
Fallschirmjäger der 101. mit einer erbeuteten Hakenkreuz-Flagge nach dem D-Day

In der Ardennenoffensive im Dezember 1944 kämpften 12.000 Soldaten der 101. US-Luftlandedivision in der Belagerung von Bastogne, wo sie kurz vor den Deutschen eintrafen und die Stadt übernahmen. Den deutschen Einheiten gelang es, die Stadt einzukesseln und ab diesem Zeitpunkt mit heftigem Artilleriefeuer zu belegen. Da die US-amerikanischen Soldaten schnellstmöglich nach Bastogne aufgebrochen waren, mussten viele die harte, winterliche Witterung ohne adäquate Bekleidung überstehen. Eine deutsche Kapitulationsforderung nach fünf Tagen Belagerung lehnte der Befehlshaber der US-Truppe, General Anthony C. McAuliffe, gemäß der Überlieferung mit dem Wort „Nuts“ (dt.: verrückt), ab. Am 26. Dezember konnte die 3. Armee unter General George S. Patton die Belagerung aufbrechen und damit beenden. Zusammen gelang es anschließend, die deutschen Einheiten bis hinter die deutsche Staatsgrenze zurückzutreiben.
Im weiteren Verlauf des Kriegs, bei dem die 101. der 7. Armee unterstellt war, drangen Teile der Division bis nach Süddeutschland vor, ohne noch auf bedeutenden Widerstand zu treffen. Anschließend zog sich die Division in das französische Mourmelon zurück und übte für einen möglichen Absprung über Berlin. Bei Kriegsende konnten Truppen der 101. in Berchtesgaden auf dem Obersalzberg Hitlers ehemaliges Domizil besichtigen. Nach ihrer Rückkehr nach Frankreich übte die 101. im August 1945 für eine Luftlandung in Japan, die aber nach der japanischen Kapitulation nicht durchgeführt wurde. Teile der 101. wurden auch in Zell am See in Österreich stationiert, wo sie sich auf die       Invasion von Japan vorbereiteten.

### Nach dem Zweiten Weltkrieg
Im Juni 1948 erfolgte die Zuweisung der Division zur regulären US Army. Zwei kurzzeitige Aktivierungen erfolgten vom Juli 1948 bis zum Mai 1949, sowie vom August 1950 bis zum Dezember 1953 in Camp Breckinridge, Kentucky. Die endgültige Reaktivierung erfolgte dann im Mai 1954 in Fort Jackson, South Carolina. Im April 1956 wurde die Division nach Fort Campbell in Kentucky verlegt.
Am 24. September 1957 entsandte US-Präsident Dwight D. Eisenhower von dort 1.200 Soldaten der 101. Screaming Eagles nach Little Rock in Arkansas, um in der Stadt für Ruhe zu sorgen und die Little Rock Nine auf ihrem Schulweg zu eskortieren. Die neun schwarzen Schüler waren die ersten, die auf der Little Rock Central High School angenommen worden waren, nachdem drei Jahre zuvor die Rassentrennung aufgehoben worden war. Erst Mitte Dezember jenes Jahres konnten die Einheiten wieder abgezogen werden.

### Vietnamkrieg
1965 wurde die 1. Brigade zusammen mit Unterstützungstruppen nach Vietnam geschickt. Der Rest der Division folgte bis Ende 1967. In sieben Jahren Vietnameinsatz nahm die 101. US-Luftlandedivision an mehr als 15 Operationen teil. Für den Truppentransport wurden nun Hubschrauber eingesetzt, die im teilweise fast undurchdringlichen Dschungel und bei fehlenden Landebahnen eine deutlich bessere Alternative zu Flugzeugen darstellten.

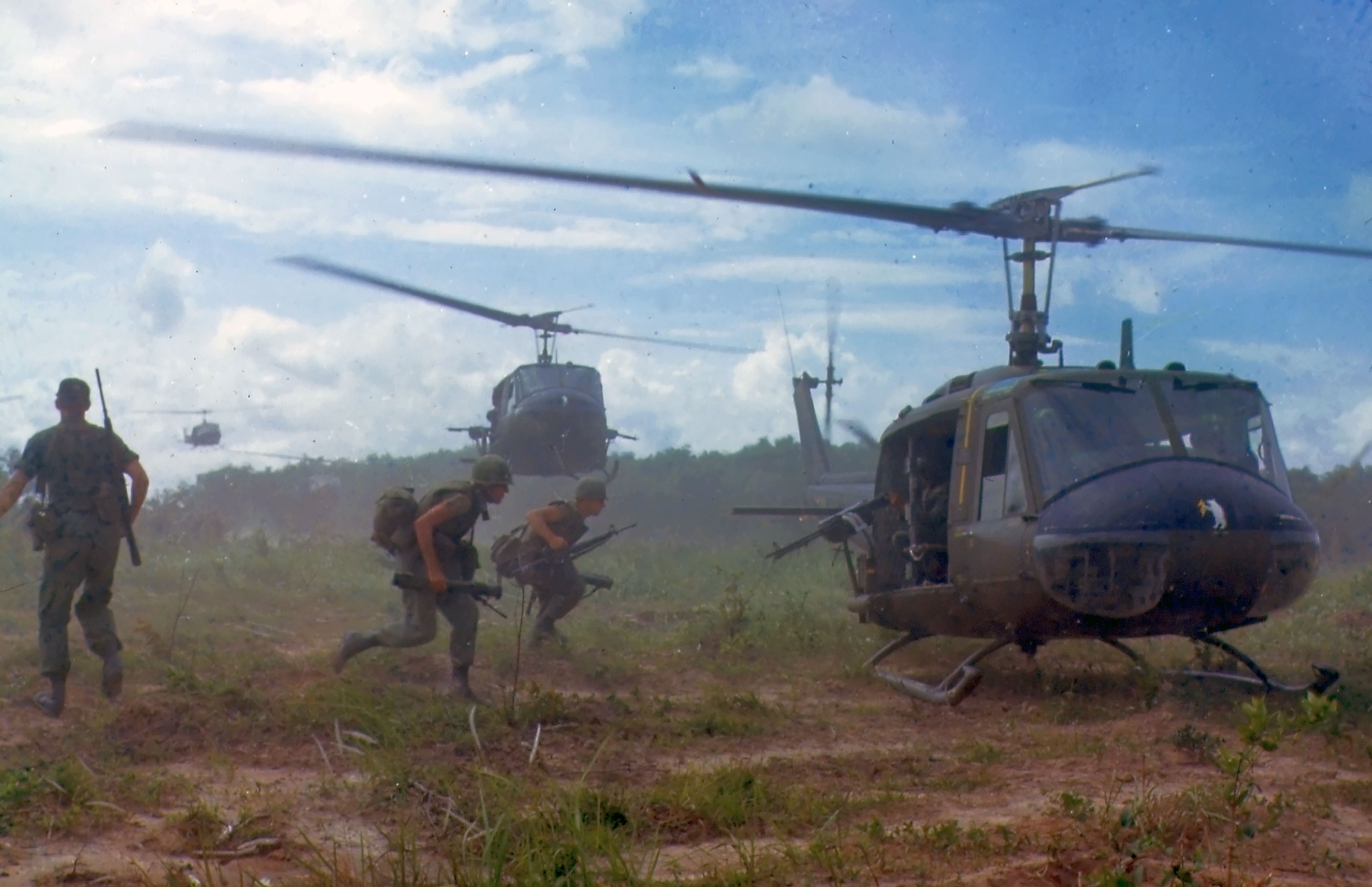
UH-1D Hubschrauber im Vietnameinsatz (1966)

Einer der ersten größeren Einsätze in Vietnam betraf das Aufspüren und die Vernichtung des 95. nordvietnamesischen Regiments, das im Tuy-Hoa-Tal vermutet wurde. Der Codename des Einsatzes war Operation Van Buren. Gleichzeitig sollten die zu diesem Zeitpunkt stattfindenden Reisernten an der Küste geschützt werden. Beide Aufträge wurden Ende Januar 1966 mit vielen feindlichen aber nur geringen eigenen Verlusten ausgeführt.
Die Division nahm auch an der Tet-Offensive sowie der Tet-Gegenoffensive teil, wobei sie am Hügel 937 bei der Schlacht am Hamburger Hill unter heftiges Artillerie- und Maschinengewehrfeuer des Vietcong geriet. Erst nach zehn Tagen und mit Verlusten (70 Gefallene und 372 Verwundete) konnte die Anhöhe von den US-Amerikanern genommen werden. Die dabei eingesetzte Feuerkraft war so massiv, dass der Hügel all seiner Vegetation beraubt wurde.
Nach den Kämpfen wurden in den Bunkern und Tunneln des Hügels 630 tote vietnamesische Soldaten gefunden, die Zahl der Verwundeten ist unbekannt. 1972 verließ die 101. US-Luftlandedivision als letzte Kampftruppe Vietnam. Ihre dort erlittenen Verluste übertrafen die des Zweiten Weltkriegs um das Doppelte.

### Naher Osten

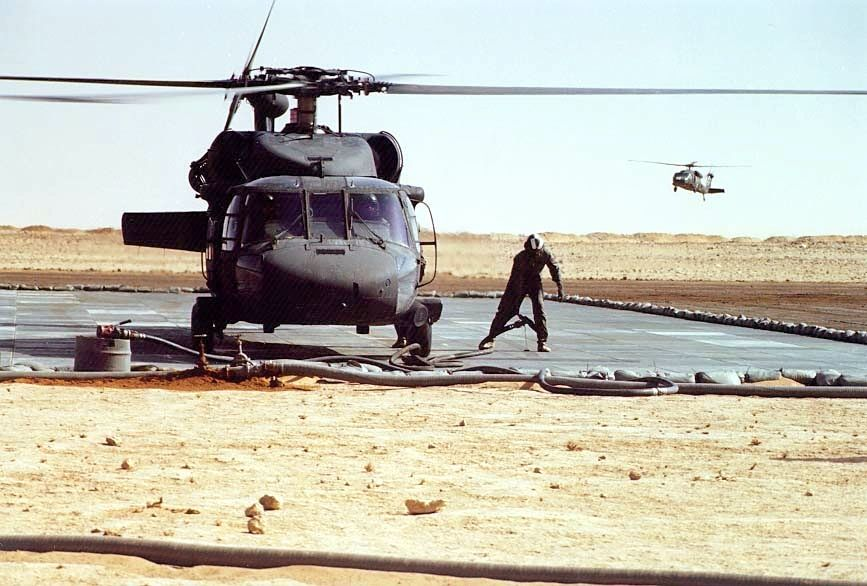
Schnellauftankstation der 101. in Nord-Saudi-Arabien

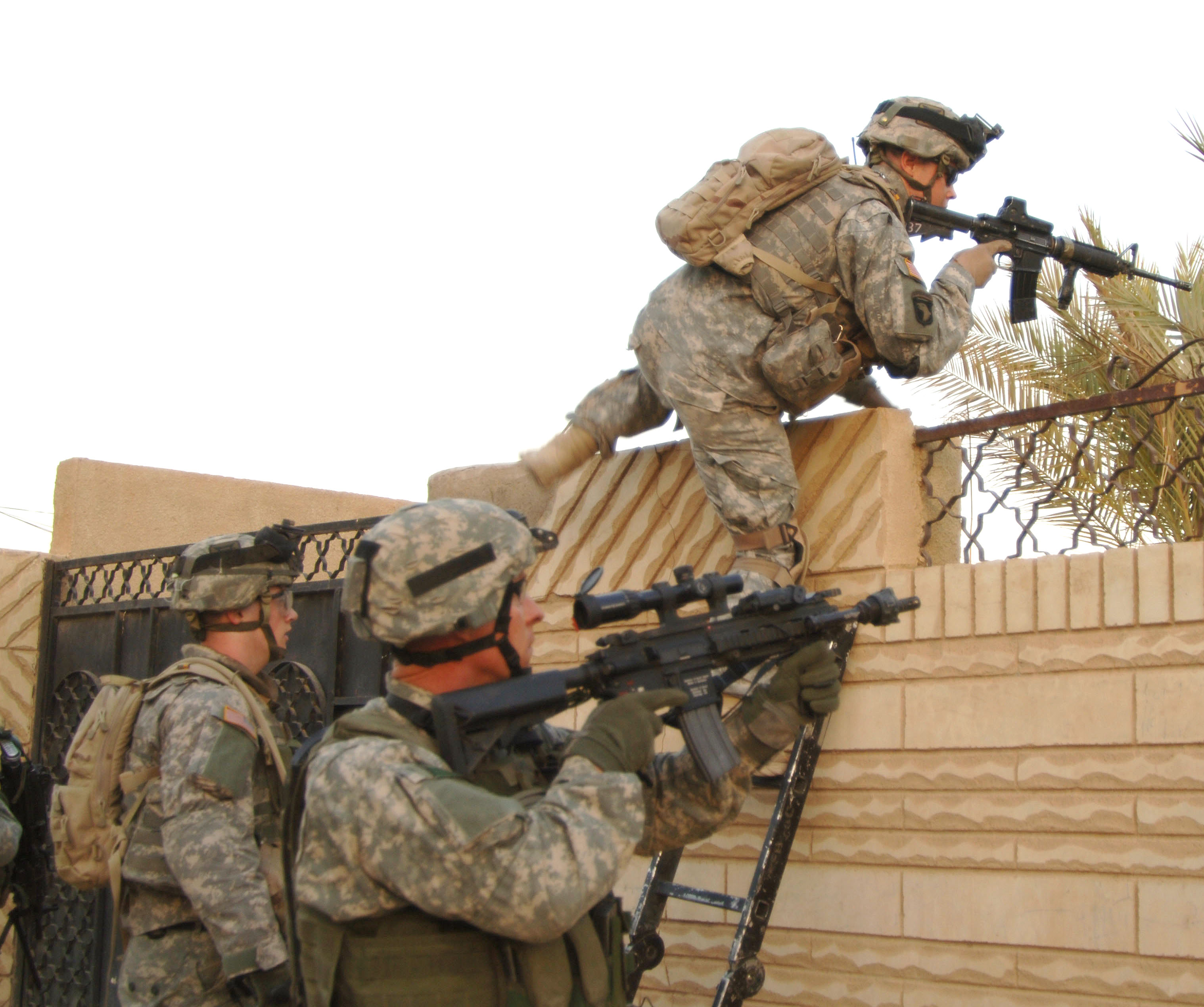
Soldaten der 101. bei einem Angriff im irakischen Samaria am 29. Juni 2006 mit dem neuen HK416 im Anschlag

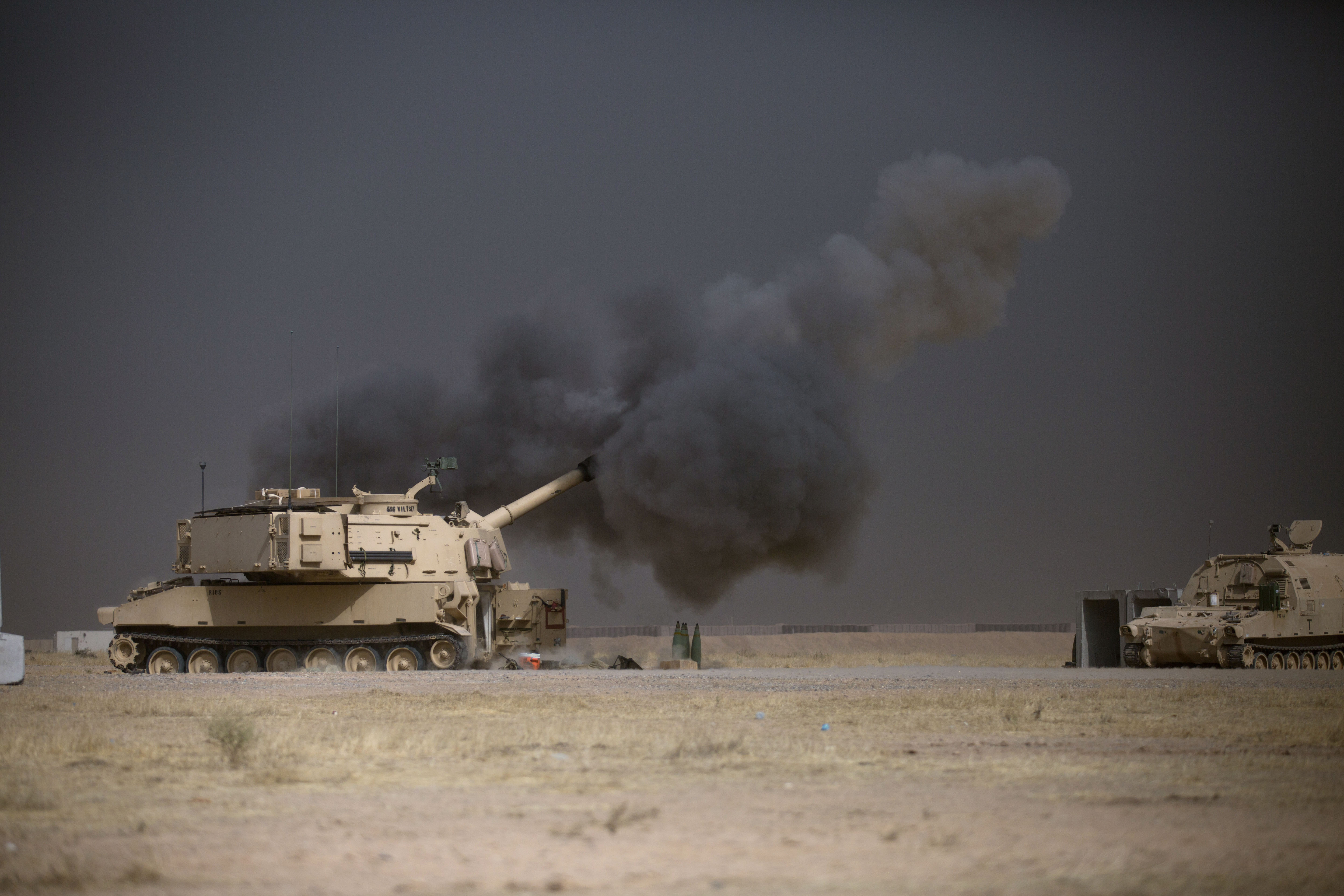
Panzerhaubitze M109A6 101st Airborne Division bei Qayyarah am 17. Oktober 2016 im Einsatz gegen IS

Im März 1982 begannen Teile der 101. US-Luftlandedivision einen Einsatz mit den UN-Truppen auf der Sinai-Halbinsel. Es verunglückten im Dezember 1985 248 Divisionsangehörige bei einem Flugzeugabsturz in Gander (Neufundland) bei ihrer Rückkehr tödlich.
Desert Shield/Desert Storm
Nach dem irakischen Überfall auf Kuwait im August 1990 nahm die 101. US-Luftlandedivision an der Operation Desert Shield/Desert Storm teil, dabei war sie mit der 82. US-Luftlandedivision und der 24. US-Infanteriedivision Bestandteil des XVIII. US-Luftlandekorps.
Am 17. August erreichten die ersten Einheiten der Division Saudi-Arabien. An Bord von 110 C-5- und C-141-Transportmaschinen befanden sich 2.700 Soldaten, 117 Helikopter, 487 Fahrzeuge sowie 125 Nachschubpaletten. Das Gros der Division ging zu der Zeit in Jacksonville (Florida) an Bord von Transportschiffen, um 46 Tage später in Dammam wieder an Land zu gehen. In der Nähe des King-Faud-Flughafens errichtete die 101. ihr Camp, genannt „Eagles Camp II“.
Die Operation Desert Storm begann am 17. Januar 1991 um 2:38 Uhr mit dem Angriff von 8 AH-64-Apache-Helikoptern der 101. auf irakische Frühwarn-Radarstationen auf der linken Angriffsflanke.
Bei der größten Lufttransportaktion am 24. Februar 1991, die jemals bei einem militärischen Einsatz in einer Welle geflogen wurde, konnten mehr als 2.000 Soldaten, 50 Transportfahrzeuge, Artilleriegeschütze, Tonnen an Treibstoff und Munition 80 Kilometer in das Inland des Irak befördert werden. Die in der Zielregion stationierten irakischen Soldaten wurden überrascht und die meisten von ihnen gefangen genommen. In den Folgetagen ergaben sich tausende irakische Soldaten der 101.
Am 27. Februar wurden die Kampfhandlungen eingestellt. Die Division verlor während des Einsatzes fünf Soldaten.
Enduring Freedom
Im Januar 2002 folgte der Einsatz in Afghanistan zur Unterstützung der 26. US-Marine Expeditionseinheit bei ihrer Suche nach Al-Qaida-Terroristen und der Ablösung des Taliban-Regimes. Bei einem Einsatz in der Nähe von Gardez wurde am 2. März beim Sturm eines Höhlenverstecks ein Soldat getötet und mehrere verwundet.
Operation Iraqi Freedom
Einige Teile der 101. US-Luftlandedivision nahmen ab dem 20. März 2003 unter dem Kommando von David H. Petraeus an der Operation Iraqi Freedom teil. Ab dem 23. März folgte sie der 3. US-Infanteriedivision beim Einmarsch in den Irak von Kuwait aus, nahm an den Kämpfen um Nadschaf und Kerbela teil und sicherte beide Städte nach deren Einnahme. Nach der erfolgreichen Eroberung des Saddam International Airports am 4. April 2003 durch die 3. US-Infanteriedivision erfolgte die Verlegung eines Teils der 101. Luftlandedivision von Nadschaf zum Flughafen in Bagdad, um als Reserve beim bevorstehenden Angriff auf die irakische Hauptstadt zu dienen. Nach der Einstellung der offiziellen Kampfhandlungen am 1. Mai 2003 blieben diese Einheiten bis ins Jahr 2004 im Norden des Irak mit Divisionsstab in Mosul stationiert. Sie wurden durch die Multinationale Brigade North (MNB-N) – Task Force Olympia – abgelöst, um 2005 wieder in den Irak zurückzukehren und einen zweiten Einsatz abzuleisten.
Fünf Angehörige der Division mussten sich wegen eines Kriegsverbrechens vor Gericht verantworten. Die Männer waren am 12. März 2006 in Mahmudija in ein Haus eingedrungen und hatten ein 14-jähriges Mädchen vergewaltigt. Steven Dale Green brachte die sechsjährige Schwester und die Eltern des Opfers in einen Nebenraum und ermordete alle Drei mit seiner Dienstwaffe, ehe er auch die 14-Jährige tötete und zusammen mit seinen Kameraden das Haus in Brand setzte, um die Tat zu vertuschen. Da er aus den Streitkräften entlassen wurde, musste sich Green vor einem Zivilgericht verantworten, wo er zu lebenslanger Freiheitsstrafe ohne Aussicht auf vorzeitige Haftentlassung verurteilt wurde. Er starb im Februar 2014 in Haft. Die vier anderen erhielten mehrjährige Haftstrafen.
Operation Inherent Resolve
2016 wurden 560 Soldaten der Division im Rahmen der Operation Inherent Resolve in den Irak geschickt um Unterstützung im Kampf gegen den IS zu leisten. Im Herbst 2016 waren Soldaten der Division an der Schlacht um Mossul beteiligt.

## Organisation 2023

Organisation der „101. Luftlandedivision“ 2023 (Militärisches Symbol)

Die 101. US-Luftlandedivision besteht zurzeit aus drei „Infantry Brigade Combat Teams (IBCT)“ Kampfbrigaden, zwei Heeresfliegerbrigaden und einer eigenen Logistikbrigade.
- Divisionsstab und Stabsbataillon „Gladiators“
- 1. Brigadekampfgruppe „Bastogne“
  - Stab und Stabskompanie
  - 1. Schwadron, 32. Kavallerieregiment „Victory or Death“
  - 1. Bataillon, 327. Infanterieregiment „Above the Rest“
  - 2. Bataillon, 327. Infanterieregiment „No Slack“
  - 1. Bataillon, 506. Infanterieregiment „Red Currahee“
  - 326. Brigadepionierbataillon „Sapper Eagles“
  - 426. Brigade Nachschubbataillon „Task Masters“

- 2. Brigadekampfgruppe „Strike“
  - Stab und Stabskompanie
  - 1. Schwadron, 75. Kavallerieregiment „Widowmakers“
  - 1. Bataillon, 502. Infanterieregiment „First Strike“
  - 2. Bataillon, 502. Infanterieregiment „Strike Force“
  - 1. Bataillon, 26. Infanterieregiment „Blue Spaders“
  - 39. Brigadepionierbataillon „Raptor“
  - 526. Brigade Nachschubbataillon „Best by Performance“

- 3. Brigadekampfgruppe „Rakkasans“
  - Stab und Stabskompanie
  - 1. Schwadron, 33. Kavallerieregiment „War Rakkasans“
  - 1. Bataillon, 187. Infanterieregiment „Leader Rakkasans'“
  - 3. Bataillon, 187. Infanterieregiment „Iron Rakkasans“
  - 2. Bataillon, 506. Infanterieregiment „White Currahee“
  - 21. Brigadepionierbataillon „Rak Solid“
  - 626. Brigade Nachschubbataillon Assurgam

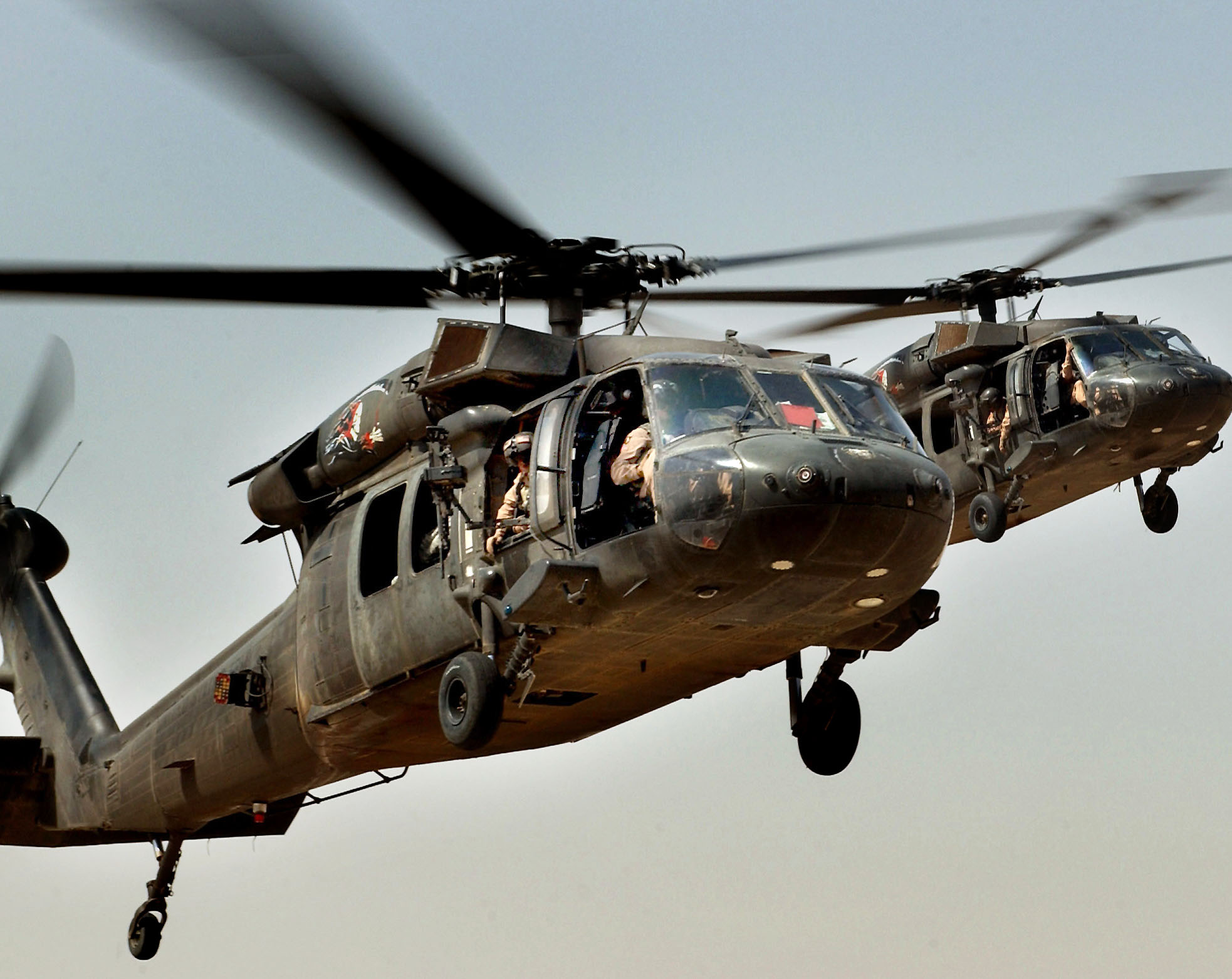
Soldaten der 101. an Bord eines „UH-60 Black Hawk“ auf dem Weg zur vorgeschobenen Operation „Dagger“ nahe Tikrit im Irak

- 101. Luftlandedivision Artillerie „Guns of Glory“
  - Stab und Stabsbatterie
  - 1. Bataillon, 320. Feldartilleriebataillon „Top Guns“
  - 2. Bataillon, 32. Feldartillerieregiment „Proud Americans“
  - 3. Bataillon, 320. Feldartillerieregiment „Red Knight“
  - 2. Bataillon, 44. Luftabwehrartillerieregiment

- 101. Heeresfliegerbrigade „Wings of Destiny“
  - Stab und Stabskompanie
  - 2. Schwadron, 17. Kavallerieregiment „Out Front“ (AH-64E Apache)
  - 1. Bataillon, 101. Heeresfliegerregiment „Expect No Mercy“ (AH-64E Apache)
  - 5. Bataillon, 101. Heeresfliegerregiment „Eagle Assault“ (UH-60M Black Hawk)
  - 6. Bataillon, 101. Heeresfliegerregiment „Shadow of the Eagle“ (CH-47 Chinook und UH-60 Black Hawk)
  - Kompanie B, 101. Heeresfliegerregiment (MQ-1C Gray Eagle)
  - 96. Nachschubbataillon Troubleshooters

- 101. Logistikbrigade „Life Liners“[5]
  - Stab und Stabskompanie
  - 101. Spezialtruppenbataillon
  - 129. Kampfunterstützungsbataillon „Drive The Wedge“
  - 716. Militärpolizeibataillon „Peacekeepers“

## Führung

### Kommandogruppe
Die Führungsgruppe (Command Group) des Divisionsstabes bestand um das Jahr 2013 aus dem Kommandeur Major General James C. McConville, seinen Stellvertretern Colonel William B. Hickman (Einsatz-Offizier), Brigadegeneral Jeffrey N. Colt (Logistik-Offizier), einem Stabschef im Rang eines Colonel und dem Command Sergeant Major der Division. Seit März 2021 kommandiert General Major Joseph McGee die Einheit.

### Liste der Kommandeure
| Name                        | Beginn der Berufung | Ende der Berufung |
| --------------------------- | ------------------- | ----------------- |
| David Gardner               | Mai 2025            | amtierend         |
| Brett Sylvia                | Juli 2023           | Mai 2025          |
| Joseph McGee                | März 2021           | Juli 2023         |
| Brian E. Winski             | Februar 2019        | März 2021         |
| Andrew P. Poppas            | Januar 2017         | Februar 2019      |
| Gary J. Volesky             | Juni 2014           | Januar 2017       |
| James C. McConville         | August 2011         | Juni 2014         |
| John F. Campbell            | April 2009          | August 2011       |
| Jeffrey J. Schloesser       | November 2006       | April 2009        |
| Thomas R. Turner II.        | Mai 2004            | November 2006     |
| David Petraeus              | Juli 2002           | Mai 2004          |
| Richard A. Cody             | Juni 2000           | Juli 2002         |
| Robert T. Clark             | Februar 1998        | Juni 2000         |
| William F. Kernan           | Februar 1996        | Februar 1998      |
| John M. Keane               | Juli 1993           | Februar 1996      |
| John E. Miller              | Juni 1991           | Juli 1993         |
| J. H. Binford Peay III.     | August 1989         | Juni 1991         |
| Teddy G. Allen              | Mai 1987            | August 1989       |
| Burton D. Patrick           | Juni 1985           | Mai 1987          |
| James E. Thompson           | August 1983         | Juni 1985         |
| Charles W. Bagnal           | August 1981         | August 1983       |
| Jack V. Mackmull            | Juni 1980           | August 1981       |
| John N. Brandenburg         | März 1978           | Juni 1980         |
| John A. Wickham Jr.         | März 1976           | März 1978         |
| John W. McEnery             | August 1974         | Februar 1976      |
| Sidney Bryan Berry          | August 1973         | Juli 1974         |
| John H. Cushman             | April 1972          | August 1973       |
| Thomas M. Tarpley           | Februar 1971        | April 1972        |
| John J. Hennessey           | Mai 1970            | Februar 1971      |
| John M. Wright              | Mai 1969            | Mai 1970          |
| Melvin Zais                 | Juli 1968           | Mai 1969          |
| Olinto M. Barsanti          | Juli 1967           | Juli 1968         |
| Ben Sternberg               | März 1966           | Juli 1967         |
| Beverly E. Powell           | März 1964           | März 1966         |
| Harry H. Critz              | Februar 1963        | März 1964         |
| Charles W. G. Rich          | Juli 1961           | Februar 1963      |
| Ben Harrell                 | Juni 1960           | Juli 1961         |
| William Westmoreland        | April 1958          | Juni 1960         |
| Thomas L. Sherburne, Jr.    | Mai 1956            | März 1958         |
| Frank S. Bowen              | Oktober 1955        | März 1956         |
| Riley F. Ennis              | Mai 1954            | Oktober 1956      |
| Paul D. Adams               | Mai 1953            | Dezember 1953     |
| Ray E. Porter               | Mai 1951            | Mai 1953          |
| Cornelius E. Ryan           | August 1950         | Mai 1951          |
| William R. Schmidt          | Juli 1948           | Mai 1949          |
| Stuart Cutler               | Oktober 1945        | November 1945     |
| Gerald St. C. Mickle        | September 1945      | Oktober 1945      |
| William N. Gillmore         | August 1945         | September 1945    |
| Anthony McAuliffe (Interim) | 5. Dezember 1944    | 26. Dezember 1944 |
| Maxwell D. Taylor           | März 1944           | August 1945       |
| Don Pratt                   | 6. Februar 1944     | 14. März 1944     |
| William C. Lee              | August 1942         | Februar 1944      |

## Zitat
The Air Force and armor were the thunder of Desert Storm, while the 101st was the lightning. („Die Air Force und Panzer waren der Donner in Desert Storm, während die 101. der Blitz war.“) – General Norman Schwarzkopf nach der Operation Desert Storm.

## Mediale Rezeption
Dokumentation
- Screaming Eagles in Vietnam, USA, 1965, VHS

Spielfilme
- Screaming Eagles, USA 1956, Regie: Charles F. Haas, Darsteller: Tom Tryon, Jan Merlin
- Der längste Tag, USA 1962, Regie: Ken Annakin, Darsteller: John Wayne, Sean Connery
- Die Brücke von Arnheim, USA 1977, Regie: Richard Attenborough
- Hamburger Hill, USA 1987, Regie: John Irvin
- Der Soldat James Ryan, USA 1998, Regie Steven Spielberg; Darsteller: Tom Hanks, Matt Damon

Serien
- Band of Brothers – Wir waren wie Brüder, Produzenten: Tom Hanks, Steven Spielberg, Großbritannien/USA 2001